# لیگ برتر فوتسال مردان ایران ۱۳۹۸
لیگ برتر فوتسال ۱۳۹۸–۹۹ بیست و یکمین دوره لیگ برتر فوتسال ایران می‌باشد که با حضور چهارده تیم از ۱۳ تیر ۱۳۹۸ آغاز شده‌است. در پایان این دوره از رقابت‌ها، مس سونگون ورزقان با پیروزی در دو دیدار رفت و برگشت در مقابل تیم گیتی سپند برای سومین بار پیاپی به قهرمانی لیگ برتر فوتسال دست یافت.

## تعداد تیم‌ها در هر استان
|    | استان                | تعداد تیم‌ها | تیم‌ها                         |
| -- | -------------------- | ----------- | ----------------------------- |
| ۱  | استان اصفهان         | ۲           | گیتی‌پسند، هایپرشهر شاهین‌شهر   |
| ۲  | استان خوزستان        | ۲           | ملی حفاری ایران، اهورا بهبهان |
| ۳  | استان آذربایجان شرقی | ۱           | مس سونگون ورزقان              |
| ۴  | استان تهران          | ۱           | ستارگان ورامین                |
| ۵  | استان قم             | ۱           | سوهان محمدسیما قم             |
| ۶  | استان مرکزی          | ۱           | سن‌ایچ                         |
| ۷  | استان مازندران       | ۱           | شهروند ساری                   |
| ۸  | استان البرز          | ۱           | مقاومت البرز                  |
| ۹  | استان هرمزگان        | ۱           | آذرخش بندرعباس                |
| ۱۰ | استان خراسان رضوی    | ۱           | فرش آرا                       |
| ۱۱ | استان فارس           | ۱           | لبنیات ارژن شیراز             |
| ۱۲ | استان کرمانشاه       | ۱           | شاهین کرمانشاه                |

## جدول لیگ
| رتبه | تیم             | بازی | برد | مساوی | باخت | گل زده | گل خورده | گل تفاضل | امتیاز | صعود یا سقوط  |
| ---- | --------------- | ---- | --- | ----- | ---- | ------ | -------- | -------- | ------ | ------------- |
| ۱    | مس سونگون       | ۶    | ۳   | ۱     | ۲    | ۲۴     | ۱۳       | ۱۱+      | ۱۰     | صعود به پلی‌آف |
| ۲    | گیتی‌پسند        | ۸    | ۴   | ۳     | ۱    | ۳۱     | ۱۹       | ۱۲+      | ۱۵     | صعود به پلی‌آف |
| ۳    | فرش آرا         | ۸    | ۳   | ۳     | ۲    | ۱۸     | ۱۶       | ۲+       | ۱۲     | صعود به پلی‌آف |
| ۴    | شهروند ساری     | ۸    | ۲   | ۴     | ۲    | ۲۵     | ۲۹       | ۴−       | ۱۰     | صعود به پلی‌آف |
| ۵    | ستارگان ورامین  | ۸    | ۴   | ۱     | ۳    | ۲۲     | ۲۶       | ۴−       | ۱۳     | صعود به پلی‌آف |
| ۶    | سن‌ایچ           | ۸    | ۵   | ۱     | ۲    | ۲۳     | ۱۴       | ۹+       | ۱۶     | صعود به پلی‌آف |
| ۷    | سوهان محمد سیما | ۸    | ۴   | ۲     | ۲    | ۱۹     | ۱۳       | ۶+       | ۱۴     | صعود به پلی‌آف |
| ۸    | ملی حفاری       | ۷    | ۳   | ۲     | ۲    | ۲۱     | ۲۳       | ۲−       | ۱۱     | صعود به پلی‌آف |
| ۹    | مقاومت          | ۸    | ۳   | ۱     | ۴    | ۲۱     | ۲۳       | ۲−       | ۱۰     |               |
| ۱۰   | هایپر شاهین‌شهر  | ۸    | ۱   | ۴     | ۳    | ۱۷     | ۲۴       | ۷−       | ۷      |               |
| ۱۱   | ارژن            | ۸    | ۲   | ۱     | ۵    | ۱۸     | ۲۴       | ۶−       | ۷      |               |
| ۱۲   | اهورا           | ۸    | ۳   | ۱     | ۴    | ۲۳     | ۲۴       | ۱−       | ۱۰     |               |
| ۱۳   | آذرخش           | ۷    | ۲   | ۱     | ۴    | ۱۲     | ۲۲       | ۱۰−      | ۷      | سقوط به لیگ ۱ |
| ۱۴   | شاهین کرمانشاه  | ۸    | ۱   | ۳     | ۴    | ۱۹     | ۲۳       | ۴−       | ۶      | سقوط به لیگ ۱ |